# Paul Schmidt (Mittelstreckenläufer)
Paul-Gerhard Schmidt  (* 9. August 1931 in Groß-Nebrau, Westpreußen) ist ein ehemaliger deutscher Leichtathlet, der zweimal Bronze bei Europameisterschaften gewann.
Paul Schmidt errang 1956, 1957, 1958 und 1961 den Deutschen Meistertitel im 800-Meter-Lauf, in der Halle siegte er 1957, 1958, 1959 und 1961. Schmidt nahm bereits 1956 an den Olympischen Spielen in Melbourne teil, schied dort aber im Vorlauf aus. Bei den Leichtathletik-Europameisterschaften 1958 in Stockholm lief er in 1:47,9 min zeitgleich mit dem Norweger Audun Boysen und eine Zehntelsekunde hinter dem Briten Mike Rawson ins Ziel. Das Kampfgericht sah ihn hinter Boysen, und Schmidt erhielt die Bronzemedaille.
Im Finale der Olympischen Spiele 1960 in Rom lief der Neuseeländer Peter Snell seinen Konkurrenten davon und siegte mit einer halben Sekunde Vorsprung auf den Belgier Roger Moens. Dritter wurde der für die Westindische Föderation antretende George Kerr. In 1:47,6 min lag Schmidt als Vierter eine halbe Sekunde hinter Kerr zurück. Bei den Leichtathletik-Europameisterschaften 1962 in Belgrad gewann Manfred Matuschewski in 1:50,5 min; hinter ihm liefen drei Läufer in 1:51,2 min über die Ziellinie, Waleri Bulischew aus der UdSSR erhielt Silber vor Paul Schmidt und dem Finnen Olavi Salonen.
Paul Schmidt wuchs nach dem Zweiten Weltkrieg in Häger bei Bielefeld auf und war zunächst Turner. Erst mit 22 Jahren kam er zur Leichtathletik und startete in den Jahren 1953 und 1954 für die Bielefelder TG, 1955 für Arminia Bielefeld und trat später für den OSV Hörde sowie den FSV Frankfurt an. Er hatte bei einer Größe von 1,72 m ein Wettkampfgewicht von 59 kg. Für seine Verdienste wurde ihm 1961 der Rudolf-Harbig-Gedächtnispreis verliehen. Er war gelernter Maurer und absolvierte später eine einjährige Fachsportlehrerausbildung.
Nach seiner Karriere als aktiver Mittelstreckler stellte er seine große Erfahrung in den Dienst des Deutschen Leichtathletik-Verbandes und arbeitete von 1965 bis 1996 erfolgreich als Bundestrainer. Die großen Erfolge von Franz-Josef Kemper, Bodo Tümmler, Thomas Wessinghage, Willi Wülbeck und Paul-Heinz Wellmann fielen in diese Zeit. Er arbeitete eng mit dem Verbandsarzt Alois Mader zusammen.
Paul Schmidt lebt in Baden-Baden und ist in beratender Funktion für den Deutschen Leichtathletik-Verband tätig.